# Kazoo
Il kazoo è uno strumento musicale che fa parte della categoria dei membranofoni.
Il corpo dello strumento è a forma tubolare schiacciata, generalmente in metallo o in plastica, con un foro centrale chiuso da carta 
velina o altra membrana che vibra con la voce del suonatore. Il kazoo non emette suono col semplice fiato, ma necessita della vibrazione delle corde vocali, quindi è più esatto parlare di 'cantare' o 'parlare' nel kazoo che di 'soffiare'.

## Storia
Rudimentali strumenti membranofoni a fiato, in grado di imitare i versi di animali o modificare la voce umana in cerimonie tribali, furono utilizzati nell'Africa occidentale per secoli; e, come molti altri elementi del patrimonio culturale dei popoli dell'Africa occidentale, furono in seguito portati dagli schiavi nel sud degli Stati Uniti.
Qui, e più precisamente a Macon in Georgia, verso la metà del XIX secolo, secondo un racconto diffuso ma non documentato sarebbe stato un afroamericano di nome Alabama Vest a creare il primo kazoo moderno - benché ancora in legno - basandosi su uno dei suddetti strumenti di origine africana.
Questo primo kazoo moderno fu pubblicizzato in una fiera nel 1852, e la versione in metallo fu prodotta successivamente a Eden, nello stato di New York. Un semplice kazoo può essere costruito utilizzando un pettine e della carta velina.